# Počarová
Počarová (Hongaars: Pocsaró) is een Slowaakse gemeente in de regio Trenčín, en maakt deel uit van het district Považská Bystrica.
Počarová telt 144 inwoners.